# Naucelles
Ne doit pas être confondu avec Naucelle.
Naucelles est une commune française située dans le département du Cantal, en région Auvergne-Rhône-Alpes.

## Géographie
Traversée par la RD 922 Naucelles dont la superficie est de 11.72 km² et qui culmine à 640 m est arrosée en limite nord-ouest de la commune par l'Authre.

### Localisation
Les communes limitrophes sont  Aurillac, Crandelles, Reilhac, Saint-Simon et Ytrac.
| Reilhac            | Reilhac   | Saint-Simon |
| Reilhac Crandelles | Naucelles |             |
| Ytrac              |           | Aurillac    |

### Climat
Pour des articles plus généraux, voir Climat d'Auvergne-Rhône-Alpes et Climat du Cantal.
En 2010, le climat de la commune est de type climat des marges montargnardes, selon une étude du CNRS s'appuyant sur une série de données couvrant la période 1971-2000. En 2020, Météo-France publie une typologie des climats de la France métropolitaine dans laquelle la commune est exposée à un climat de montagne ou de marges de montagne et est dans la région climatique Ouest et nord-ouest du Massif Central, caractérisée par une pluviométrie annuelle de 900 à 1 500 mm, maximale en automne et en hiver.
Pour la période 1971-2000, la température annuelle moyenne est de 10,1 °C, avec une amplitude thermique annuelle de 15,4 °C. Le cumul annuel moyen de précipitations est de 1 462 mm, avec 12,8 jours de précipitations en janvier et 8,1 jours en juillet. Pour la période 1991-2020, la température moyenne annuelle observée sur la station météorologique de Météo-France la plus proche, sur la commune d'Aurillac à 4 km à vol d'oiseau, est de 10,5 °C et le cumul annuel moyen de précipitations est de 1 134,7 mm,. Pour l'avenir, les paramètres climatiques de la commune estimés pour 2050 selon différents scénarios d'émission de gaz à effet de serre sont consultables sur un site dédié publié par Météo-France en novembre 2022.
| Mois                                  | jan.             | fév.          | mars             | avril           | mai             | juin           | jui.           | août           | sep.            | oct.          | nov.             | déc.            | année      |
| ------------------------------------- | ---------------- | ------------- | ---------------- | --------------- | --------------- | -------------- | -------------- | -------------- | --------------- | ------------- | ---------------- | --------------- | ---------- |
| Température minimale moyenne (°C)     | −0,5             | −0,8          | 1,7              | 4               | 7,6             | 10,7           | 12,5           | 12,4           | 9,1             | 6,9           | 2,8              | 0,3             | 5,6        |
| Température moyenne (°C)              | 3,2              | 3,6           | 6,8              | 9,2             | 13              | 16,5           | 18,5           | 18,5           | 14,8            | 11,5          | 6,7              | 4               | 10,5       |
| Température maximale moyenne (°C)     | 6,9              | 8,1           | 11,9             | 14,5            | 18,4            | 22,2           | 24,6           | 24,6           | 20,5            | 16,2          | 10,7             | 7,7             | 15,5       |
| Record de froid (°C) date du record   | −24,5 09.01.1985 | −18 12.02.12  | −15,2 05.03.1971 | −9,1 12.04.1986 | −2,5 05.05.1979 | 0,1 06.06.1989 | 2,4 03.07.1979 | 0,7 30.08.1986 | −2,9 21.09.1977 | −8,1 25.10.03 | −11,6 30.11.1978 | −15,9 24.12.01  | −24,5 1985 |
| Record de chaleur (°C) date du record | 19,6 01.01.22    | 23,3 27.02.19 | 23,5 15.03.12    | 26,5 07.04.11   | 31,8 21.05.22   | 38,1 27.06.19  | 38 30.07.1983  | 37,7 04.08.03  | 33,5 12.09.22   | 31,2 01.10.23 | 23,2 06.11.1992  | 20,7 29.12.1983 | 38,1 2019  |
| Ensoleillement (h)                    | 1 053            | 1 266         | 1 761            | 1 853           | 2 113           | 2 435          | 2 722          | 2 579          | 2 109           | 1 532         | 1 038            | 1 002           | 21 464     |
| Précipitations (mm)                   | 90               | 76,5          | 79,4             | 108,5           | 107,4           | 82,3           | 70,8           | 88,4           | 106,9           | 100,5         | 117,8            | 106,2           | 1 134,7    |

## Urbanisme

### Typologie
Au 1er janvier 2024, Naucelles est catégorisée bourg rural, selon la nouvelle grille communale de densité à 7 niveaux définie par l'Insee en 2022.
Elle est située hors unité urbaine. Par ailleurs la commune fait partie de l'aire d'attraction d'Aurillac, dont elle est une commune de la couronne,. Cette aire, qui regroupe 85 communes, est catégorisée dans les aires de 50 000 à moins de 200 000 habitants,.

### Occupation des sols
L'occupation des sols de la commune, telle qu'elle ressort de la base de données européenne d’occupation biophysique des sols Corine Land Cover (CLC), est marquée par l'importance des territoires agricoles (82,6 % en 2018), en diminution par rapport à 1990 (84,6 %). La répartition détaillée en 2018 est la suivante : 
prairies (65,3 %), zones agricoles hétérogènes (17,3 %), zones urbanisées (12,8 %), milieux à végétation arbustive et/ou herbacée (4,4 %), forêts (0,2 %). L'évolution de l’occupation des sols de la commune et de ses infrastructures peut être observée sur les différentes représentations cartographiques du territoire : la carte de Cassini (XVIIIe siècle), la carte d'état-major (1820-1866) et les cartes ou photos aériennes de l'IGN pour la période actuelle (1950 à aujourd'hui).

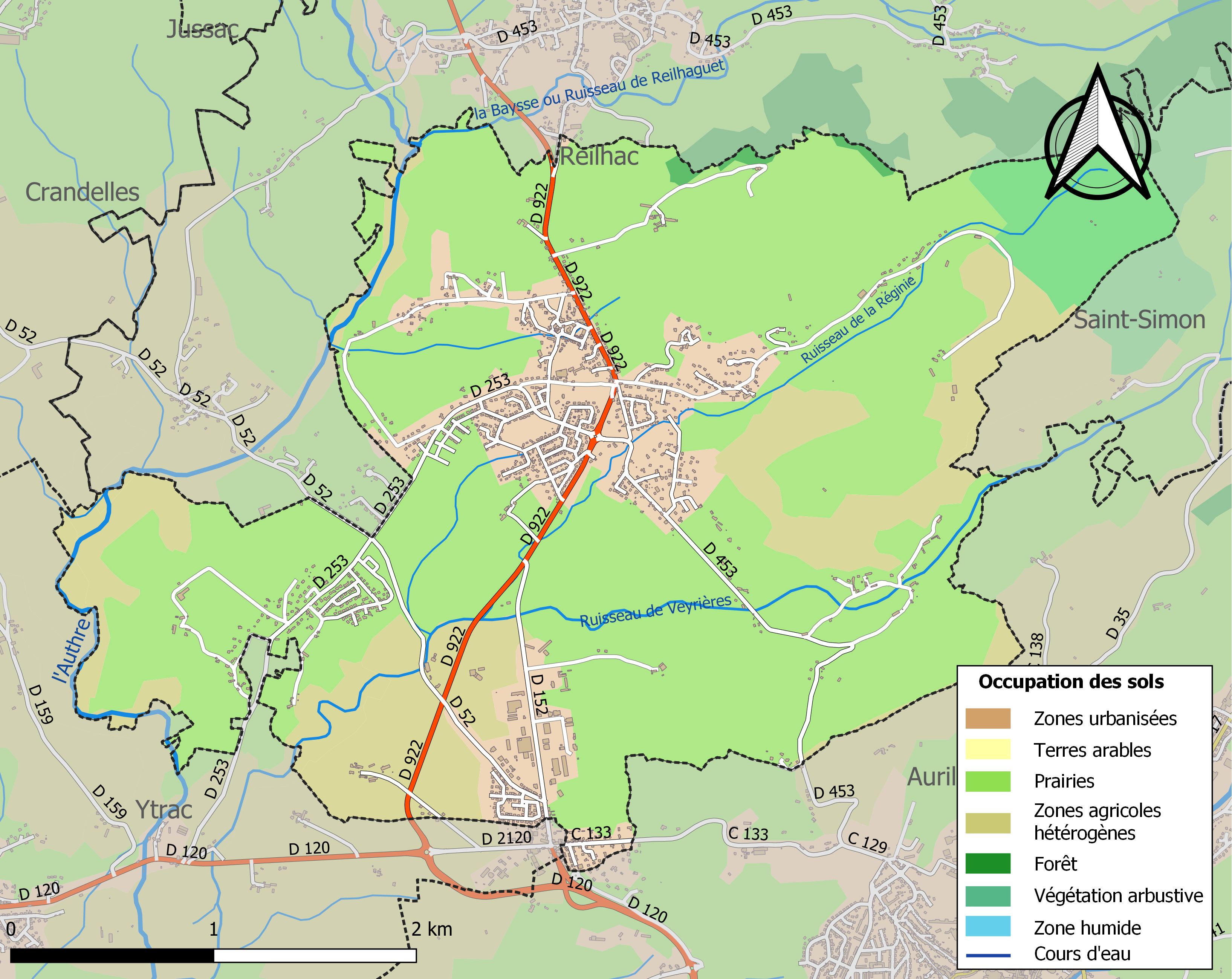
Carte des infrastructures et de l'occupation des sols de la commune en 2018 (CLC).

### Habitat et logement
En 2018, le nombre total de logements dans la commune était de 979, alors qu'il était de 884 en 2013 et de 825 en 2008.
Parmi ces logements, 91,6 % étaient des résidences principales, 2,8 % des résidences secondaires et 5,6 % des logements vacants. Ces logements étaient pour 94,8 % d'entre eux des maisons individuelles et pour 5 % des appartements.
Le tableau ci-dessous présente la typologie des logements à Naucelles en 2018 en comparaison avec celle du Cantal et de la France entière. Une caractéristique marquante du parc de logements est ainsi une proportion de résidences secondaires et logements occasionnels (2,8 %) inférieure à celle du département (20,4 %) mais supérieure à celle de la France entière (9,7 %). Concernant le statut d'occupation de ces logements, 84,9 % des habitants de la commune sont propriétaires de leur logement (85,9 % en 2013), contre 70,4 % pour le Cantal et 57,5 pour la France entière.
| Typologie                                               | Naucelles | Cantal | France entière |
| ------------------------------------------------------- | --------- | ------ | -------------- |
| Résidences principales (en %)                           | 91,6      | 67,7   | 82,1           |
| Résidences secondaires et logements occasionnels (en %) | 2,8       | 20,4   | 9,7            |
| Logements vacants (en %)                                | 5,6       | 11,9   | 8,2            |

## Toponymie
Du latin « Nova cella » (« nouvelle église ») qui donnera Naucèla en occitan et Naucelles en français.

## Histoire
Au XVIIIe et au début du XIXe siècle, de nombreux habitants de Naucelles étaient marchands chaudronniers forains, proposant des articles de cuisine  et de confort ménager aux habitants des « bas pays ». Ils partaient à la fin de l'été pour des campagnes de dix-huit à vingt-quatre mois en moyenne. Ils déballaient dans les foires et marchés et faisaient du porte à porte. La Bretagne les attirait particulièrement. Parmi eux, plusieurs, célibataires - des Aldebert, Baptistat, Cuelhe, Delom, etc - se sont mariés à une Bretonne et ont fait souche dans leur province d'adoption.

## Politique et administration

### Liste des maires
| Période                                  | Période                   | Identité               | Étiquette | Qualité                                                            |
| ---------------------------------------- | ------------------------- | ---------------------- | --------- | ------------------------------------------------------------------ |
| Les données manquantes sont à compléter. |                           |                        |           |                                                                    |
| 1885                                     | 1892                      | Charles Prax           |           | Lieutenant-colonel retraité Officier de la Légion d'honneur (1885) |
| 1892                                     | 1893                      | Justin Rames           |           |                                                                    |
| 1893                                     | 1900                      | Jean Cros              |           |                                                                    |
| 1900                                     | 1912                      | Charles Prax           |           | Lieutenant-colonel retraité Officier de la Légion d'honneur (1885) |
| 1912                                     | mai 1929                  | Jean Baptiste Bouyssou |           | Propriétaire, agriculteur Chevalier du Mérite agricole             |
| mai 1929                                 | ?                         | Pierre Serre           |           | Instituteur                                                        |
| Les données manquantes sont à compléter. |                           |                        |           |                                                                    |
| 1934                                     | 1956                      | Antoine Gerbaud        |           |                                                                    |
| 1956                                     | 1972                      | Émile Toubert          |           |                                                                    |
| 1972                                     | 1980                      | André Martinet         |           |                                                                    |
| 1980                                     | 2003                      | Jean-Pierre Olivier    |           |                                                                    |
| août 2003                                | En cours (au 25 mai 2020) | Christian Poulhès      | PS        | Fonctionnaire                                                      |

### Jumelages
- Ars-en-Ré (France)

## Population et société

### Démographie

#### Évolution démographique
L'évolution du nombre d'habitants est connue à travers les recensements de la population effectués dans la commune depuis 1793. Pour les communes de moins de 10 000 habitants, une enquête de recensement portant sur toute la population est réalisée tous les cinq ans, les populations de référence des années intermédiaires étant quant à elles estimées par interpolation ou extrapolation. Pour la commune, le premier recensement exhaustif entrant dans le cadre du nouveau dispositif a été réalisé en 2008.

En 2022, la commune comptait 2 164 habitants, en évolution de +8,42 % par rapport à 2016 (Cantal : −1,08 %, France hors Mayotte : +2,11 %).
| 1793 | 1800 | 1806 | 1821 | 1831 | 1836 | 1841 | 1846 | 1851 |
| ---- | ---- | ---- | ---- | ---- | ---- | ---- | ---- | ---- |
| 548  | 546  | 556  | 611  | 645  | 615  | 622  | 591  | 593  |

| 1856 | 1861 | 1866 | 1872 | 1876 | 1881 | 1886 | 1891 | 1896 |
| ---- | ---- | ---- | ---- | ---- | ---- | ---- | ---- | ---- |
| 522  | 519  | 561  | 587  | 520  | 518  | 524  | 532  | 470  |

| 1901 | 1906 | 1911 | 1921 | 1926 | 1931 | 1936 | 1946 | 1954 |
| ---- | ---- | ---- | ---- | ---- | ---- | ---- | ---- | ---- |
| 472  | 425  | 423  | 414  | 363  | 388  | 402  | 371  | 386  |

| 1962 | 1968 | 1975  | 1982  | 1990  | 1999  | 2006  | 2008  | 2013  |
| ---- | ---- | ----- | ----- | ----- | ----- | ----- | ----- | ----- |
| 431  | 658  | 1 910 | 1 211 | 1 651 | 1 782 | 1 909 | 1 941 | 1 929 |

| 2018  | 2022  | - | - | - | - | - | - | - |
| ----- | ----- | - | - | - | - | - | - | - |
| 2 052 | 2 164 | - | - | - | - | - | - | - |

#### Pyramide des âges
La population de la commune est plus jeune que celle du département. En 2021, le taux de personnes d'un âge inférieur à 30 ans s'élève à 27,6 %, soit un taux supérieur à la moyenne départementale (26,5 %). À l'inverse, le taux de personnes d'un âge supérieur à 60 ans (32,6 %) est inférieur au taux départemental (36,6 %).
En 2021, la commune comptait 1 028 hommes pour 1 109 femmes, soit un taux de 51,9 % de femmes, supérieur au taux départemental (51,1 %).
Les pyramides des âges de la commune et du département s'établissent comme suit :
| Hommes | Classe d’âge | Femmes |
| ------ | ------------ | ------ |
| 1      | 90 ou +      | 0,8    |
| 9,5    | 75-89 ans    | 10,3   |
| 22,4   | 60-74 ans    | 21,2   |
| 23,8   | 45-59 ans    | 24,4   |
| 15,8   | 30-44 ans    | 15,5   |
| 11,8   | 15-29 ans    | 11,8   |
| 15,7   | 0-14 ans     | 16     |

| Hommes | Classe d’âge | Femmes |
| ------ | ------------ | ------ |
| 1,2    | 90 ou +      | 3,1    |
| 10,1   | 75-89 ans    | 13,5   |
| 22,9   | 60-74 ans    | 22,6   |
| 21,8   | 45-59 ans    | 20,5   |
| 16,1   | 30-44 ans    | 15,2   |
| 13,8   | 15-29 ans    | 11,9   |
| 14,2   | 0-14 ans     | 13,3   |

## Culture locale et patrimoine

### Lieux et monuments

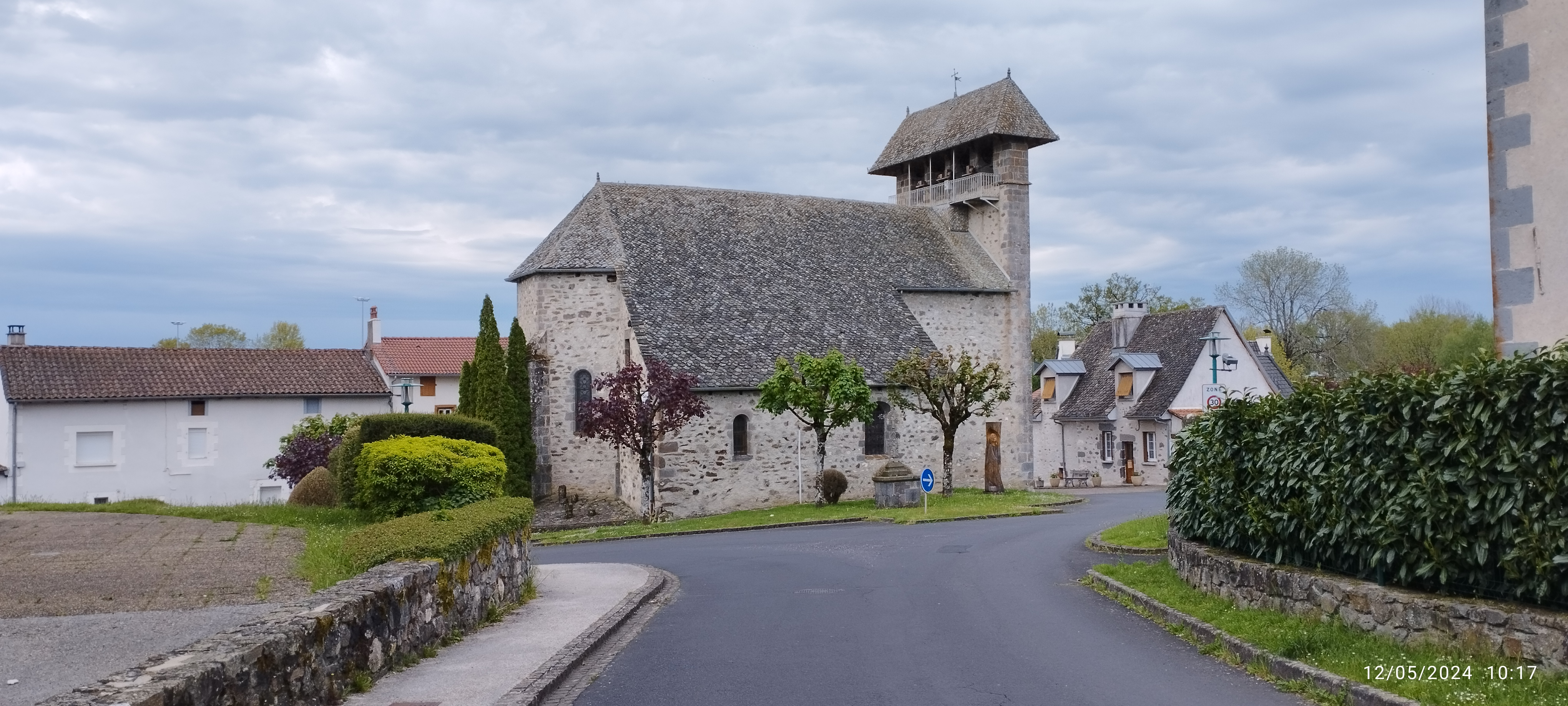
Église Saint-Christophe

- Église paroissiale Saint-Christophe qui a donné son nom à la paroisse (Nova cella) et qui dépendait de l'abbaye Saint-Géraud d'Aurillac. De style ogival, clocher à peigne, avec des chapelles collatérales, un retable d'autel et une pietà en bois doré.
- Tour de Naucelles du XIe siècle, qui faisait partie du système de défense de l'abbaye d'Aurillac, et lui servait de prison. Actuellement la mairie.
- Château de Cologne. Appartenait à la famille Bruni, ou de Brun au XIVe siècle. Passe par succession dans les familles de Mazerolles, de Saint-Martial, de Sartiges, puis de Montsalvy. Acheté en 1548 par François de Scorailles, pour sa fille Françoise qui l'apporte en dot à François de Robert de Lignerac, qui le donne à sa fille Jeanne qui épouse vers 1620 Annet de Plas de Curemonte. Il est ensuite acheté par le collège des Jésuites d'Aurillac qui le gardera jusqu'à la Révolution.
- Château de Monthely.  Appartenait à la famille de ce nom, puis aux familles de la Salle d'Ytac et de Conquans. Il est ensuite possédé au XIXe siècle par la famille Majonenc qui le reconstruit dans le style du Consulat, puis par successions dans les familles Delzons et Lapeyre.
- Château du Claux. Appartenait depuis le XVIe siècle à la famille de Veyre dont une branche possédait la Réginie. Il passe ensuite à Jeanne Delsol, mariée à Joseph Grasset, officier, maire de Mauriac, qui le reconstruit, et dont les fils le vendent vers 1850 à la famille Grognier.
- L'école primaire de Naucelles conserve une fresque murale peinte par Michel Four.
- Depuis 2004, la commune accueille Le Parapluie, Centre international de création artistique et résidence d'artistes géré par l'Association Éclat, organisatrice du Festival International de Théâtre de Rue d’Aurillac.

### Sports et loisirs
- Terrain de football
- Terrains de tennis
- Centre Omnisports (gymnase) de la Vallée de l'Authre
  - Différentes activités y sont pratiquées : le tennis, le basket-ball, le hand-ball mais aussi le ping-pong et le tir à l'arc. Le Centre Social de la Vallée de l'Authre, l'Ecole et le Comité Départemental de Sport Adapté disposent également de ce bâtiment.
  - Durant la période hivernale, l'Association sportive Naucelloise, le Groupement de la vallée de l'Authre, l'Union sportive Crandelloise et l'Union sportive Vallée de l'Authre y pratiquent le foot en salle.
- Aires de jeux
  - Aire de jeux de la Montagne du Claux
  - Skate park, City Stade